# Disonycha leptolineata
Disonycha leptolineata es una especie de escarabajo del género Disonycha, familia Chrysomelidae. Fue descrita científicamente por Blatchley en 1917.
Habita en el Caribe, en México y en América Central y del Norte (Arizona, Florida, Virginia, Oklahoma). Mide 6.2 a 7.5 mm, tiene actividad entre abril y junio y parte de su dieta se compone de Itea virginica.